# 清和村 (千葉県)
清和村（せいわむら）とは、千葉県君津郡にかつて存在した村である。
現在の君津市の南部に位置している。君津市立清和中学校、千葉県立清和県民の森などにその名をとどめている。

## 沿革
- 1955年（昭和30年）3月31日 - 君津郡秋元村・三島村が合併して清和村が発足。
- 1970年（昭和45年）9月28日 - 君津町・上総町・小糸町・小櫃村と合併し、改めて君津町が発足。同日清和村廃止。